# Copa Interclubes de la Uncaf Femenino 2017
La Copa Interclubes de la Uncaf Femenino de 2017 fue la segunda edición de la Copa Interclubes de la Uncaf Femenino realizada con sede en Nicaragua, se disputó entre 6 clubes de Centroamérica, entre el 4 de septiembre de 2017 hasta el 9 de septiembre de 2017.

## Sistema de juego
El torneo se jugó en tiempos de 80 minutos por partido, 40 minutos en el juego inicial y 40 minutos en la parte complementaria, las líderes de las fases de grupos se enfrentaban ante las de segundo lugar en semifinales, la ganadora en semifinales se enfrentaban en un partido único.

## Equipos participantes
| Equipos participantes | Equipos participantes | Equipos participantes |
| --------------------- | --------------------- | --------------------- |
| Orchids               | A. D. Moravia         | A. D. Leyendas        |
| Lobos UPNFM           | Águilas de León       | UNAN Managua          |

## Fase de grupos

### Grupo A
| Equipo          | Pts. | PJ | PG | PE | PP | GF | GC | DF  |
| --------------- | ---- | -- | -- | -- | -- | -- | -- | --- |
| Águilas de León | 6    | 2  | 2  | 0  | 0  | 13 | 0  | 13  |
| Lobos UPNFM     | 3    | 2  | 1  | 0  | 1  | 4  | 5  | -1  |
| Orchids         | 0    | 2  | 0  | 0  | 2  | 1  | 13 | -12 |

| 4 de septiembre de 2017 | Águilas de León | 9:0 | Orchids | Estadio Nacional, Managua |                           |
|                         | Jansy Aguirre 4' 55' · Sheyla Flores 8' 9' 12' · Ninoska Solís 26' 79' (pen.) · Sandra Salazar 30' · Diana López 34' |     |         | Árbitra: Cardella Samuels | Árbitra: Cardella Samuels |

| 5 de septiembre de 2017 | Orchids            | 1:4 | Lobos UPNFM                                                  | Estadio Nacional, Managua |                      |
|                         | Shanell Gentle 84' |     | Geimy Lagos 3' · Dulce Aguilar 14' 68' · Riccy Hernández 31' | Árbitra: Mirian León      | Árbitra: Mirian León |

| 6 de septiembre de 2017 | Águilas de León                                               | 4:0 | Lobos UPNFM | Estadio Nacional, Managua |                          |
|                         | Jansy Aguirre 10' · Ninoska Solís 37' · Sheyla Flores 75' 77' |     |             | Árbitra: Marianela Araya  | Árbitra: Marianela Araya |

### Grupo B
| Equipo         | Pts. | PJ | PG | PE | PP | GF | GC | DF  |
| -------------- | ---- | -- | -- | -- | -- | -- | -- | --- |
| UNAN Managua   | 6    | 2  | 2  | 0  | 0  | 3  | 1  | 2   |
| A. D. Moravia  | 3    | 2  | 1  | 0  | 1  | 11 | 1  | 10  |
| A. D. Leyendas | 0    | 2  | 0  | 0  | 2  | 1  | 13 | -12 |

| 4 de septiembre de 2017 | UNAN Managua                            | 2:1 | A. D. Leyendas  | Estadio Nacional, Managua |                         |
|                         | Wendy Flores 17' (pen.) · Alis Cruz 20' |     | Delmy Payes 56' | Árbitra: Melissa Borjas   | Árbitra: Melissa Borjas |

| 5 de septiembre de 2017 | A. D. Leyendas | 0:11 | A. D. Moravia | Estadio Nacional, Managua |                      |
|                         |                |      | Mariana López 9' · Jazmín Elizondo 12' · Karla Villalobos 30' 40' 57' · Daniela Coto 54' 64' 65' · Cristin Granados 56' · Mariana Benavidez 77' (pen.) · Yerli Rojas 72' | Árbitra: Carol Oliva      | Árbitra: Carol Oliva |

| 6 de septiembre de 2017 | A. D. Moravia | 0:1 | UNAN Managua          | Estadio Nacional, Managua |                        |
|                         |               |     | Shanelly Treminio 37' | Árbitra: Melissa Pérez    | Árbitra: Melissa Pérez |

## Fase final

### Semifinales
| 8 de septiembre de 2017 | UNAN Managua                                                    | 2:2 (4:3 p.)               | Lobos UPNFM                                                                         | Estadio Nacional, Managua |                          |
|                         | Hormy Páiz 4' · Wendy Flores 63' (pen.)                         |                            | María Banegas 45' · Krystal Ortega 83'                                              | Árbitra: Marianela Araya  | Árbitra: Marianela Araya |
|                         |                                                                 | Tiros desde el punto penal |                                                                                     |                           |                          |
|                         | Alis Cruz · Lorena Gutiérrez · Andrea López · Shanelly Treminio |                            | Riccy Hernández · Krystal Ortega · Scarleth Méndez · Yennifer Mejía · Nancy Antúnez |                           |                          |

| 8 de septiembre de 2017 | Águilas de León | 0:1 | A. D. Moravia          | Estadio Nacional, Managua |                      |
|                         |                 |     | Katherine Alvarado 37' | Árbitra: Mirian León      | Árbitra: Mirian León |

### Tercera posición
| 9 de septiembre de 2017 | Lobos UPNFM                              | 2:3 | Águilas de León                                           | Estadio Nacional, Managua |                           |
|                         | Riccy Hernández 53' · Krystal Ortega 64' |     | Ninoska Solís 7' · Rosa Jiménez 29' · Jessenia Flores 70' | Árbitra: Cardella Samuels | Árbitra: Cardella Samuels |

### Final
| 9 de septiembre de 2017 | UNAN Managua | 0:2 | A.D Moravia                            | Estadio Nacional, Managua |                         |
|                         |              |     | Cristin Granados 57' · Yerli Rojas 67' | Árbitra: Melissa Borjas   | Árbitra: Melissa Borjas |

|                                |
| Bandera de Costa Rica          |
| Campeón A.D Moravia 2.º título |

## Estadísticas

### Goleadoras
| Jugadora         | Equipo          | Goles |
| ---------------- | --------------- | ----- |
| Sheyla Flores    | Águilas de León | 5     |
| Karla Villalobos | A.D Moravia     | 4     |
| Ninoska Solís    | Águilas de León | 4     |
| Jansy Aguirre    | Águilas de León | 3     |
| Daniela Coto     | A.D Moravia     | 3     |

### Tabla general
| Pos. | Equipo                   | Pts | PJ | PG | PE | PP | GF | GC | Dif. |
| ---- | ------------------------ | --- | -- | -- | -- | -- | -- | -- | ---- |
| 1    | A. D. Moravia            | 6   | 3  | 2  | 1  | 0  | 13 | 1  | 12   |
| 2    | UNAN Managua             | 6   | 3  | 2  | 0  | 1  | 3  | 3  | 0    |
| 3    | Águilas de León          | 6   | 3  | 2  | 0  | 1  | 13 | 1  | 12   |
| 4    | Lobos UPNFM              | 4   | 3  | 1  | 1  | 1  | 6  | 7  | -1   |
| 5    | A. D. Leyendas / Orchids | 0   | 2  | 0  | 0  | 2  | 1  | 13 | -12  |